# Décès en janvier 1980
Décès
- 1976
- 1977
- 1978
- 1979
- 1980
- 1981
- 1982
- 1983
- 1984

Pour une information complémentaire, voir la page d'aide.

| Date       | Nom                  | Activités                                       | Âge | Source |
| ---------- | -------------------- | ----------------------------------------------- | --- | ------ |
| 3 janvier  | Lucien Buysse        | Coureur cycliste belge .                        | 87  |        |
| 3 janvier  | Alexandre Svechnikov | Musicien russe puis soviétique.                 | 89  |        |
| 3 janvier  | Joy Adamson          | Naturaliste britannique.                        | 69  |        |
| 6 janvier  | Nicanor Villalta     | Matador espagnol                                | 83  | (es)   |
| 6 janvier  | Benjamín Palencia    | Peintre espagnol.                               | 85  |        |
| 7 janvier  | Sarah Selby          | Actrice américaine.                             | 74  | (en)   |
| 9 janvier  | Gaetano Belloni      | Coureur cycliste italien.                       | 87  |        |
| 10 janvier | Pierre Leemans       | Musicien et compositeur belge.                  | 82  |        |
| 10 janvier | César Pinteau        | Footballeur français.                           | 70  |        |
| 18 janvier | Cecil Beaton         | Photographe de mode et de portrait britannique. | 76  | (en)   |
| 18 janvier | David Seifert        | Peintre juif polonais.                          | 83  |        |
| 20 janvier | Raúl Apold           | Homme politique argentin.                       | 81  |        |
| 21 janvier | Georges Painvin      | Cryptographe et industriel français.            | 93  |        |
| 21 janvier | Michel Adlen         | Peintre et graveur russe d'origine ukrainienne  | 81  |        |
| 21 janvier | Georges Painvin      | Géologue et industriel français                 | 93  |        |
| 27 janvier | Hans Aeschbacher     | Peintre suisse.                                 | 74  |        |
| 28 janvier | Franco Evangelisti   | Compositeur italien.                            | 54  | (it)   |
| 30 janvier | William Peden        | Coureur cycliste canadien.                      | 73  |        |